# Jean Germain (homme politique)
Pour les articles homonymes, voir Jean Germain et Germain.
Jean Germain est un homme politique français, né le 11 septembre 1947 à Tours où il est mort le 7 avril 2015.
Membre du Parti socialiste, il est maire de Tours de 1995 à 2014 et sénateur d'Indre-et-Loire de 2011 à sa mort. Il se suicide au premier jour du procès de l'« affaire des mariages chinois », dans lequel il avait été mis en examen pour complicité de prise illégale d’intérêts et détournement de fonds publics.

## Biographie

### Carrière professionnelle
Après des études à Tours, Jean Germain obtient un doctorat d'État (1978).
Il est maître de conférences en droit public. Il a notamment enseigné le droit constitutionnel et les finances publiques.
Vice-président d’abord, puis président de 1988 à 1993, de l’université François-Rabelais de Tours, Jean Germain a, en cette qualité, ouvert plusieurs chantiers : accompagnement de la démocratisation de l’accès à l'enseignement supérieur, professionnalisation d'un certain nombre de filières de formation, ouverture européenne des cursus par la multiplication des programmes Erasmus et Comenius.
Un important programme immobilier a permis d'accueillir des étudiants de plus en plus nombreux et d'ancrer l'université dans la ville à l'exemple de l'implantation de la composante « droit, économie et gestion » sur le quartier des 2 Lions, alors en construction, au sud de la ville.
Il coordonne la création d'une antenne de l'université de Tours à Blois et d'une filière de formation dédiée à « l'ingénierie des milieux aquatiques et des corridors fluviaux » à Chinon.
Il est inspecteur général de l'Éducation nationale (IGEN) de janvier 1993, date à laquelle il cesse ses fonctions de directeur de cabinet du secrétaire d'État André Laignel, jusque septembre 2010, date à laquelle il a fait valoir ses droits à la retraite. Cette demande de mise à la retraite coïncide avec un rapport de la Cour des comptes qui pointe du doigt « des traces matérielles minimes » prouvant son activité effective, soit « "dix courtes notes manuscrites" et un rapport en dix-huit années d’exercice pour lesquelles il a perçu une rémunération d’environ un million d’euros »,.
Dans le cadre de ses activités professionnelles et dans le prolongement des responsabilités universitaires qu’il a exercées, Jean Germain s’est vu confier par Pierre Moscovici, alors ministre des Affaires européennes, et Jack Lang, ministre de l’Éducation, une mission sur les voies et moyens permettant d’amplifier la mobilité des étudiants, des enseignants et des formateurs dans l’espace européen. Cette mission s'est traduite par un rapport sur « l’Europe des connaissances et du savoir » lequel a préfiguré l’adoption de la résolution du Conseil européen du 14 décembre 2000 portant plan d’action pour la mobilité, l’ensemble étant annexé au traité européen de Nice.

### Parcours politique

#### Au Parti socialiste
De 1982 à 1985, il est directeur de cabinet d'André Laignel lorsque ce dernier est président du conseil général de l'Indre. Par la suite, de 1988 à 1993, il occupe cette même fonction de directeur de cabinet alors que Laignel est secrétaire d’État, d'abord
à la Formation professionnelle (de 1988 à 1991), puis à la Ville et à l'Aménagement du territoire (de 1991 à 1993),.
Membre du Parti socialiste, Jean Germain est délégué national du PS auprès de François Hollande, chargé de l'Éducation et des Universités.
D'après la liste du 11 novembre 2003, il est membre du comité d'orientation scientifique de l'association À gauche, en Europe, fondée par Michel Rocard et Dominique Strauss-Kahn.
Il a apporté son soutien à Ségolène Royal le 17 août 2006, puis a soutenu François Hollande dans le cadre de la primaire présidentielle socialiste de 2011.

#### Sénateur
Jean Germain est élu sénateur lors des élections sénatoriales de 2011,. Au Sénat, au sein duquel il siège jusqu'à sa mort, il est notamment vice-président de la Commission des Finances depuis le renouvellement sénatorial de 2014, rapporteur spécial sur la mission budgétaire « Relations avec les collectivités territoriales », après avoir été rapporteur spécial de la mission « Ville et Logement » pour le projet de loi de finances pour 2012 et président du groupe interparlementaire d'amitié France-Liban depuis le renouvellement sénatorial de 2011.

#### Mandats locaux
Il a été premier vice-président de la région Centre de 1998 à 2011. Il a exercé, à ce titre, l'intérim de la présidence de la région à deux reprises, après les démissions de Michel Sapin en 2000 et en 2007.
Jean Germain arrive à la mairie de Tours en 1995, succédant ainsi à Jean Royer. Il a lancé le vaste chantier du tramway de Tours qu'il a inauguré en 2013 et qui induit d'importants chantiers connexes comme les restructurations d'espaces tels que les places Pilorget, de la Tranchée et du Général-Leclerc.
Jean Germain a exercé de nombreuses fonctions locales : président de conseil de surveillance de Tours évènements, président du conseil de surveillance du CHRU de Tours, président du conseil d'administration de l'office public d'HLM Tours Habitat, président du SPL Tours Val de Loire Tourisme, président de SEMPAT Val de Loire, président de la société d'équipement de la Touraine (SET), président de l'agence d'urbanisme de l'agglomération de Tours (ATU), président du syndicat intercommunal des transports en commun de l'agglomération tourangelle (SITCAT), président de l'Établissement public Loire.
En 2013, il cumule deux mandats et plus de dix fonctions à son actif, ce qui fait de lui, d'après un article de presse, le second édile français cumulant le plus de mandats et fonctions.
Après trois mandats et 19 années comme maire, la liste conduite par Jean Germain est devancée (41,7 %), en mars 2014, par celle de Serge Babary (49,7 %), dans le cadre d'une triangulaire avec le FN Gilles Godefroy (8,57 %). Il décide après sa défaite de démissionner du conseil municipal.

### Affaire des mariages chinois et suicide
À partir de 2011, il est accusé dans l'« affaire des mariages chinois », où quatre autres personnes, dont une ancienne maîtresse supposée, Lise Han, sont mises en examen, notamment pour escroquerie et détournement de fonds de la mairie, faits dont il dément avoir été informé,,,. Le 31 octobre 2013, il est mis en examen pour complicité de prise illégale d’intérêts et détournement de fonds publics.
Alors que son procès doit débuter le 7 avril 2015, il se suicide le matin même dans son garage en face de son domicile tourangeau, quartier Febvotte,. Dans une des lettres d'adieu laissées par l'ancien maire et lues par son avocat Dominique Tricaud, Jean Germain dit ne pas avoir supporté l'injustice et le déshonneur dont il se sentait accablé.
En janvier 2016, le tribunal correctionnel de Tours condamne Lise Han à 30 mois de prison, dont douze fermes. En appel, en février 2018, elle est condamnée à quatre ans de prison, dont un avec sursis, et se voit emprisonnée.

## Décorations
Jean Germain est nommé au grade de chevalier dans l'ordre national de la Légion d'honneur le 19 avril 2000 au titre de « premier vice-président du conseil régional du Centre, maire de Tours (Indre-et-Loire), ancien président d'université ; 29 ans de services civils, militaires et de fonctions électives ».